# Teofilów (gmina Drużbice)
Teofilów – wieś w Polsce położona w województwie łódzkim, w powiecie bełchatowskim, w gminie Drużbice.
Powstał w XIX wieku jako kolonia. W drugiej połowie XIX wieku składał się z 17 domostw. Mieszkało tam wówczas 149 osób.
W latach 1975–1998 miejscowość położona była w województwie piotrkowskim.
Zobacz też: Teofilów, Teofilówka